# Trinquet de Manises
El Trinquet de Manises és el trinquet de capçalera del poble del mateix nom situat a la comarca valenciana de l'Horta Oest.

## Història
La història del Trinquet de Manises es remunta al 29 d'abril de 1925, data de la inauguració del recinte amb una partida que enfrontà les figures d'aquella època: Faixeret de Gandia, Messeguer de Sueca i Xiquet de Simat, davant Fusteret (fill), Aranda de Vallada i Fusteret de la Llosa.
Al Trinquet es jugaven partides, sobretot d'aficionats, fins a l'any 1964. Per allí passaren els millors pilotaris, que convertiren este Trinquet en un dels més animats de l'època. A este Trinquet es va formar el mític Xiquet de Quart, figura estel·lar del món de la Pilota.
El día 16 de juny de 1998, el Trinquet de Manises va reobrir les seues portes després d'una profunda rehabilitació. La fita se celebrà amb una partida jugada per Àlvaro, Voro, Genovés II, Sarasol II i Pascual.
Des del 19 d´abril de l'any 2015 el recinte té el nom oficial de Trinquet Municipal Juan Blasco Navarro, en homenatge a qui va fer una tasca fonamental per a la conservació i impuls de la pilota valenciana i la reobertura del recinte del vell Trinquet de Manises.
El 21 de gener de 2024 es va fer la reobertura del trinquet després de una rehabilitació completa de la canxa de joc amb una partida de lliga profesional on s´enfrontaren Salva Palau, Salva de Massamagrell i Héctor en representació del ajuntament de Dénia contra Pere Roc II, Pere i Santi de Finestrat en representació del ajuntament de Benidorm.

## Característiques
El Trinquet és de propietat municipal i està regentat pel Club Pilotari de Manises. Amb unes dimensions de 58,1 metres de llarg i 10,05 d'ample, suma una superfície de 1.802 m² i està dotat de cafeteria, il·luminació artificial i una coberta que permet el joc de pilota en dies plujosos. Té capacitat per a uns 600 espectadors i es practica l'Escala i corda i la Galotxa.